# دهكدة أسايش
دهكدة أسايش هي قرية في مقاطعة أرومية، إيران. يقدر عدد سكانها بـ 483 نسمة بحسب إحصاء 2016.